# Американо-танзанийские отношения
Американо-танзанийские отношения —  двусторонние дипломатические отношения  между США и Танзанией. 

## История
Соединенные Штаты поддерживают демократический путь Танзании, который является образцом для Восточной Африки, а также уважают усилия Танзании направленные на укрепление демократических институтов. США помогают Танзании в обеспечении продуктами питания, а также в области энергетики, охраны здоровья женщин и детей, борьбе с ВИЧ. На острове Занзибар США организовали программы по изучению английского языка, поставляют учебники для учащихся средних школ. 
30 марта 2023 вице-президент США Камила Харрис совершила визит в Танзанию. Визит вице-президента Соединенных Штатов в Танзанию направлен  на развитие двусторонних отношений посредством сотрудничества в области коммерческого взаимодействия, цифровой связи, инвестирования в женщин и молодежь, укрепления демократических ценностей, продовольственной безопасности, сохранения морской среды и здоровья. В рамках такого сотрудничества США планируют предоставить Танзании двустороннюю помощь в размере 560 миллионов долларов в 2024 финансовом году.

## Торговля
Экспорт Танзании в США: сельскохозяйственные товары, минералы и текстиль. Импорт Танзании из США: пшеница, продукция сельского хозяйства, транспортное оборудование, химикаты, одежда и техника. Танзания имеет право на льготы в торговле с США в рамках программы Африканского экономического роста и возможностей. У Соединенных Штатов подписано торговое соглашение с Восточноафриканским сообществом. Соединенные Штаты и Танзания не имеют двусторонних инвестиционных соглашений.